# Ik ben lekker stout
Ik ben lekker stout is een gedicht uit de gelijknamige bundel van de Nederlandse schrijfster Annie M.G. Schmidt. De bundel verscheen in 1955 bij de Arbeiderspers en is geïllustreerd door Wim Bijmoer. Het gedicht werd ook op muziek gezet en onder meer uitgevoerd tijdens een kinder meezingconcert ter gelegenheid van het 125-jarig bestaan van het Amsterdams Concertgebouw in 2013.
Het gedicht gaat over een kind dat zich niet meer aan de regels wil houden. Het kind wil niet langer handjes geven en met twee woorden spreken. Ook wil het stampen in het bos, zijn tong uitsteken, met vuile schoenen in de zetel zitten en morsen op zijn nieuwe jas.
De titel van het gedicht en de bundel geeft blijk van protest tegen het burgerlijke naoorlogse opvoedkundig gedachtegoed in Nederland. In Ik ben lekker stout trachtte Schmidt dat tij te keren door een deugniet met een heldere kijk op de wereld op te voeren. Jeugdliteratuur en poëzie behoefden volgens haar geen moraal te herbergen of opvoedkundig te zijn. De ondeugende verzen van de schrijfster werden bij verschijnen veelal als vernieuwend en bevrijdend ervaren.